# 1868 en architecture
| Années de l'architecture : 1865 - 1866 - 1867 - 1868 - 1869 - 1870 - 1871    |
| Décennies de l'architecture : 1830 - 1840 - 1850 - 1860 - 1870 - 1880 - 1890 |

Cet article présente les faits marquants de l'année 1868 en architecture.

## Réalisations
- Début de la construction de la cathédrale d'Arundel en Angleterre.
- Début de l'aménagement de la Bibliothèque nationale de France par Henri Labrouste.
- Reconstruction de l’Hôtel-Dieu à Paris par Arthur-Stanislas Diet (fin en 1878).

## Événements
- Alfred Waterhouse gagne le concours de l'hôtel de ville de Manchester.

## Récompenses
- Royal Gold Medal : Henry Layard.
- Prix de Rome : Charles Alfred Leclerc.

## Naissances
- 14 avril : Peter Behrens († 27 février 1940).
- 7 juin : Charles Rennie Mackintosh († 10 décembre 1928).

## Décès
- 21 décembre : Jean-Baptiste de Dobbeleer, architecte belge, (° 22 juin 1784).
- Date précise inconnue :
  - Jacques-Aimé Meffre, architecte français, actif à Tours (° 26 février 1795).